# Yonkoma

"Ruta 1, 2, 3, 4". Formatet för yonkoma.

Yonkoma, 4-koma (japanska: 四コマ漫画?), är ett format för japanska tecknade serier, manga. Yonkoma-manga är den japanska motsvarigheten till västerländska dagsstrippserier. De består av tecknad seriestrippar med fyra vertikalt löpande serierutor.

## Exempel
- Axis Powers Hetalia
- Azumanga Daioh
- Lucky Star
- Puppet Revolution
- The Melancholy of Haruhi Suzumiya